# Golfe de Skikda

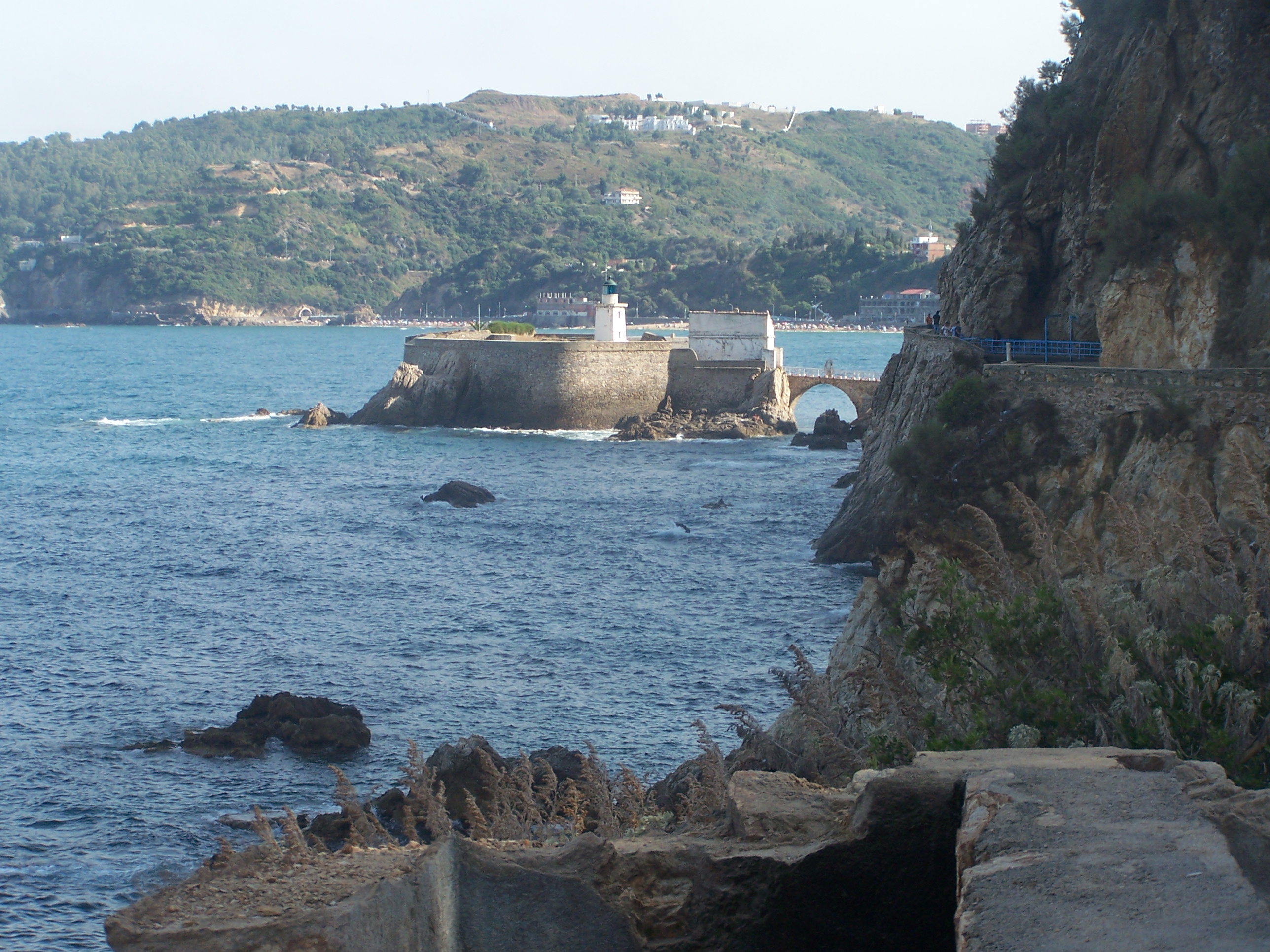
Phare de Stora

Le golfe de Skikda ou de Stora est un golfe méditerranéen s'étendant dans la wilaya de Skikda en Algérie entre le cap Bougaroun à l'ouest, et le cap de Fer à l'est.
Le cap Srigina ou cap des singes le divise en deux pour former à l'est la baie de Stora et à l'ouest celle de Collo.
C'est le golfe de Numidie des Romains (en latin numidius sinus).